# شهرستان والا والا (واشینگتن)
شهرستان والا والا، واشینگتن (به انگلیسی: Walla Walla County, Washington) یک شهرستان در ایالات متحده آمریکا است که در ایالت واشینگتن واقع شده‌است.

## خصوصیات
شهرستان والا والا ۳٬۳۶۴٫۴۱ کیلومترمربع مساحت دارد.